# Zasavica (rijeka)
Zasavica je rijeka u Srbiji, pritoka Save. 
Duga je 33,1 km, a duboka do 2,5 metara. 
Oko njenog toka proglašen je Posebni rezervat prirode Zasavica.